# Lanja
Lanja là một thị trấn thống kê (census town) của quận Ratnagiri thuộc bang Maharashtra, Ấn Độ.

## Địa lý
Lanja có vị trí 16°51′B 73°33′Đ / 16,85°B 73,55°Đ Nó có độ cao trung bình là 166 mét (544 feet).

## Nhân khẩu
Theo điều tra dân số năm 2001 của Ấn Độ, Lanja có dân số 12.278 người. Phái nam chiếm 51% tổng số dân và phái nữ chiếm 49%. Lanja có tỷ lệ 73% biết đọc biết viết, cao hơn tỷ lệ trung bình toàn quốc là 59,5%: tỷ lệ cho phái nam là 78%, và tỷ lệ cho phái nữ là 69%. Tại Lanja, 14% dân số nhỏ hơn 6 tuổi.